# Promozione Marche 1974-1975
Nella stagione 1974-1975 la Promozione era il quinto livello del calcio italiano (il massimo livello regionale). Qui vi sono le statistiche relative al campionato nelle Marche.
Il campionato è strutturato in vari gironi all'italiana su base regionale, gestiti dai Comitati Regionali di competenza. Promozioni alla categoria superiore e retrocessioni in quella inferiore non erano sempre omogenee; erano quantificate all'inizio del campionato dal Comitato Regionale secondo le direttive stabilite dalla Lega Nazionale Dilettanti, ma flessibili, in relazione al numero delle società retrocesse dal Campionato Interregionale e perciò, a seconda delle varie situazioni regionali, la fine del campionato poteva avere degli spareggi sia di promozione che di retrocessione.

## Squadre partecipanti
| Squadra                   | Città                                  | Stagione precedente |
| ------------------------- | -------------------------------------- | ------------------- |
| Pol. Magg. C. Cherubini   | Civitanova Marche (MC)                 |                     |
| A.S. Cupramontana         | Cupramontana (AN)                      |                     |
| A.C. Elpidiense           | Sant'Elpidio a Mare (AP)               |                     |
| A.S. Falconarese          | Falconara Marittima (AN)               |                     |
| U.S. Fortitudo Fabrianese | Fabriano (AN)                          |                     |
| A.C. Gallo Petriano       | Gallo di Petriano (PS)                 |                     |
| S.S. Matelica             | Matelica (MC)                          |                     |
| U.S. Metaurense           | Calcinelli di Saltara (PS)             |                     |
| U.S. Osimana              | Osimo (AN)                             |                     |
| U.S. Pergolese            | Pergola (PS)                           |                     |
| S.S. Portorecanati        | Porto Recanati (MC)                    |                     |
| S.S. Real Montecchio      | Montecchio di S.Angelo in Lizzola (PS) |                     |
| U.S. Sangiorgese          | Porto San Giorgio (AP)                 |                     |
| S.S. Settempeda           | San Severino Marche (MC)               |                     |
| U.S. Tolentino            | Tolentino (MC)                         |                     |
| A.S.C. Urbino             | Urbino                                 |                     |

## Classifica finale
|  | Pos. | Squadra              | Pt | G  | V  | N  | P  | GF | GS | DR  |
|  | ---- | -------------------- | -- | -- | -- | -- | -- | -- | -- | --- |
|  | 1.   | Osimana              | 42 | 30 | 16 | 10 | 4  | 63 | 22 | +41 |
|  | 1.   | Falconarese          | 42 | 30 | 15 | 12 | 3  | 39 | 18 | +21 |
|  | 3.   | Tolentino            | 37 | 30 | 12 | 13 | 5  | 39 | 28 | +11 |
|  | 4.   | Real Montecchio      | 36 | 30 | 12 | 12 | 6  | 36 | 22 | +14 |
|  | 5.   | Urbino               | 33 | 30 | 11 | 11 | 8  | 31 | 18 | +13 |
|  | 5.   | Pergolese            | 33 | 30 | 10 | 13 | 7  | 31 | 30 | +1  |
|  | 7.   | Fortitudo Fabrianese | 28 | 30 | 10 | 8  | 12 | 38 | 34 | +4  |
|  | 8.   | Elpidiense           | 28 | 30 | 8  | 12 | 10 | 29 | 27 | +2  |
|  | 8.   | Cupramontana         | 28 | 30 | 9  | 10 | 11 | 28 | 32 | -4  |
|  | 8.   | Metaurense           | 28 | 30 | 10 | 8  | 12 | 33 | 41 | -8  |
|  | 11.  | Sangiorgese          | 27 | 30 | 7  | 13 | 10 | 38 | 42 | -4  |
|  | 12.  | Cherubini            | 26 | 30 | 6  | 14 | 10 | 28 | 41 | -13 |
|  | 13.  | Matelica             | 23 | 30 | 5  | 13 | 12 | 26 | 40 | -14 |
|  | 13.  | Portorecanati        | 23 | 30 | 8  | 7  | 15 | 34 | 49 | -15 |
|  | 13.  | Gallo Petriano       | 23 | 30 | 5  | 13 | 12 | 30 | 46 | -16 |
|  | 13.  | Settempeda           | 23 | 30 | 8  | 7  | 15 | 20 | 53 | -33 |

Legenda:
      Promosso in Serie D 1975-1976.
      Retrocesso in Prima Categoria.
Regolamento:
Due punti a vittoria, uno a pareggio, zero a sconfitta.

### Spareggio per il 1º posto in classifica
|         | Risultato |             | Luogo e data           |
| ------- | --------- | ----------- | ---------------------- |
| Osimana | 1 - 0     | Falconarese | Ancona, 17 maggio 1975 |
|         |           |             |                        |